# Монсано
Монса̀но (на италиански: Monsano) е малко градче и община в Централна Италия, провинция Анкона, регион Марке. Разположено е на 191 m надморска височина. Населението на общината е 3271 души (към 2010 г.).